# Thanakon Woharnklong
Thanakon Woharnklong (thailändisch ธนกร โวหารคล่อง, * 2. Oktober 1994) ist ein thailändischer Fußballspieler.

## Karriere
Thanakon Woharnklong spielt seit mindestens 2019 für den Samut Sakhon FC. Der Verein aus Samut Sakhon spielte in der zweithöchsten thailändischen Liga, der Thai League 2. Wo er vorher gespielt hat, ist unbekannt. 2019 absolvierte er 19 Zweitligaspiele für Samut. Nach 42 Zweitligaspielen wurde sein Vertrag im Mai 2021 nicht verlängert. Im Sommer 2021 unterschrieb er einen Vertrag beim Drittligisten Thonburi United FC. Der Verein aus der Hauptstadt Bangkok spielt in der Bangkok Metropolitan Region der Liga. Am 19. April 2025 stand er mit Thonburi im Finale des Thai League 3 Cups. Hier besiegte man im BG Stadium den Songkhla FC mit 5:4 im Elfmeterschießen.

## Erfolge
Thonburi United FC
- Thai League 3 Cup: 2024/25